# John Hutchison (homme politique)
John Hutchison (1817-1863) était un commerçant et une personnalité politique canadienne. Il a été conseiller municipal en 1852-1853 et par la suite en 1856-1857 pour la circonscription de St. James. Il fut élu maire de Toronto en 1857.